# Wróblik (Lidzbark Warmiński)
Wróblik (deutsch Sperlings) ist ein Dorf in der polnischen Woiwodschaft Ermland-Masuren und gehört zur Landgemeinde Lidzbark Warmiński (Heilsberg) im Powiat Lidzbarski (Heilsberger Kreis).

## Geographische Lage
Das Dorf liegt in der historischen Region Ostpreußen  am östlichen Ufer der Alle, etwa zehn Kilometer südwestlich von Heilsberg (Lidzbark Warmiński). 
Es befindet sich  bei Kilometer 53 des 237 Kilometer langen Kopernikus-Wanderwegs,  der von Allenstein  (Olsztyn)   über  Frauenburg (Frombork) bis nach  Zeyer (Kępki) bei Elbing führt.

## Geschichte

Launau (Lunau) an der Alle, östlich von Elbing und westsüdwestlich von Heilsberg, auf einer Landkarte von 1910

Das kleine bis 1945 Sperlings genannte Gutsdorf wurde 1874 in den neu errichteten Amtsbezirk Reichenberg  eingegliedert. Er gehörte zum Kreis Heilsberg im Regierungsbezirk Königsberg der preußischen Provinz Ostpreußen. Im Jahre 1910 lebten in Sperlings 59 Einwohner.
Am 30. September 1928 verlor Sperlings seine Eigenständigkeit und wurde in die Landgemeinde Launau, dem Amtsbezirk Reimerswalde  zugehörig, eingemeindet.
Gegen Ende des Zweiten Weltkriegs wurde die Region im Frühjahr 1945 von der Roten Armee besetzt. Nach Kriegsende wurde die Region  im Sommer 1945 gemäß dem Potsdamer Abkommen zusammen mit der südlichen Hälfte Ostpreußens zum Bestandteil der Volksrepublik Polen. Danach begann die Zuwanderung polnischer Migranten. Soweit die einheimischen Dorfbewohner nicht geflohen waren, wurden sie in der Folgezeit aus Sperlings vertrieben.
Heute bildet das Dorf  ein Schulzenamt innerhalb der Gmina Lidzbark Warmiński im Powiat Lidzbarski innerhalb der Woiwodschaft Ermland-Masuren (1975 bis 1998 Woiwodschaft Olsztyn). Das Dorfleben wird geprägt durch den im Gutshaus ansässigen staatlichen Landwirtschaftsbetrieb (PGR – Państwowe Gospodarstwo Rolne).

## Kirche
Vor 1945 gehörten die mehrheitlich katholischen Einwohner von Sperlings zur Pfarrei in Reimerswalde  im Bistum Ermland, während der evangelische Bevölkerungsteil dem Kirchspiel Heilsberg  im Kirchenkreis Braunsberg innerhalb der Kirchenprovinz Ostpreußen der Kirche der Altpreußischen Union zugeordnet war. Der Bezug zur katholischen Pfarrei in Ignalin ist nach 1945 geblieben. Sie gehört jetzt zum Dekanat Lidzbark Warmiński im Erzbistum Ermland der katholischen Kirche in Polen. Die evangelischen Kirchenglieder gehören jetzt zur Diözese Masuren der evangelisch-lutherischen Kirche in Polen.

## Verkehr
Das Dorf ist über eine Nebenstraße zu erreichen, die von Łaniewo (Launau) zur  Landesstraße 51 (hier Teilstück der deutschen Reichsstraße 134) führt. 
Bis 1945 bestand über die Station Łaniewo Bahnanschluss an die Strecke Schlobitten – Wormditt – Rastenburg – Angerburg, die heute nicht mehr betrieben wird.